# Dies festius a Romania

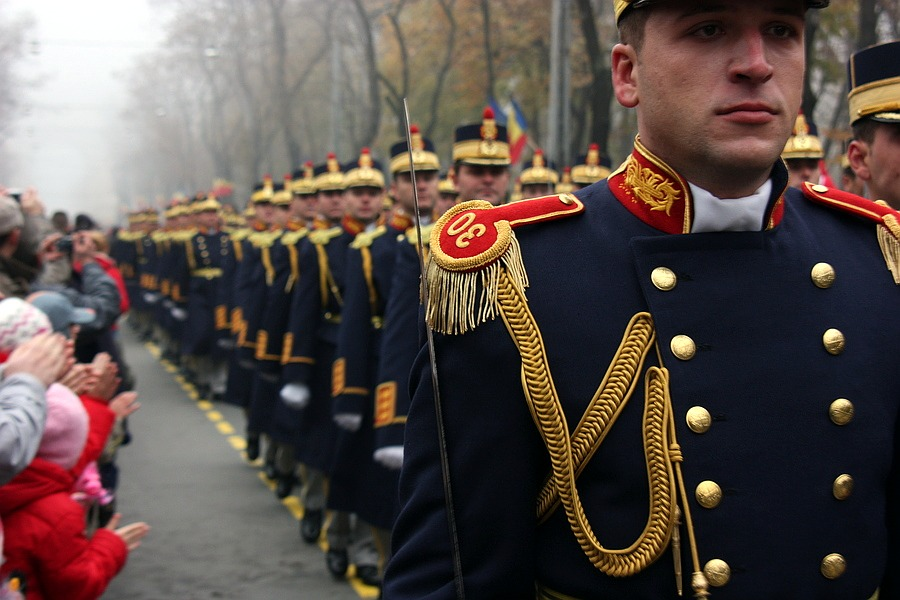
Soldats en una desfilada durant la Dia nacional de Romania, l'1 de desembre de 2008

Llista dels dies festius a Romania. Segons la legislació romanesa, Romania té 51 dies festius a partir del 2011, que cobreixen el 14% dels dies de l'any al país.

## Festius oficials no laborables destacats
| Data                | Nom romanès                                   | Nom anglès                                     | Observacions |
| ------------------- | --------------------------------------------- | ---------------------------------------------- | --- |
| 1/2 de gener        | Anul Nou                                      | Cap d'any                                      | |
| 24 de gener         | Ziua Unirii Principatelor Române              | Dia de la unificació dels principats romanesos | Celebra la unificació dels principats romanesos de Moldàvia i Valàquia el 1859 i la fundació de l'estat modern romanès. Un dia inhàbil des del 2016.                |
| Abril / maig        | Paștele                                       | Setmana Santa                                  | La festa oficial és la Pasqua ortodoxa. Les vacances són de tres dies, el divendres sant, el diumenge i el dilluns de Pasqua no funcionen, el dimarts no és festiu. |
| 1 de maig           | Ziua Muncii                                   | Dia del Treball                                | Dia Internacional del Treball |
| 1 de juny           | Ziua Copilului                                | Dia dels nens                                  | Festiu a partir del 2017 |
| Maig / juny         | Rusaliile                                     | Pentecosta, Dilluns de Pentecosta              | El dia 50 i 51 després de la Pasqua ortodoxa. |
| 15 d’agost          | Adormirea Maicii Domnului / Sfânta Maria Mare | Dormició de la Mare de Déu                     | També el Dia de les Forces Navals romaneses, ja que Santa Maria és la patrona de la Marina.                                                                         |
| 30 de novembre      | Sfântul Andrei                                | Dia de Sant Andreu                             | Sant Andreu és el patró de Romania. |
| 1 de desembre       | Ziua Națională a României                     | Dia Nacional de Romania                        | Celebra la unificació de Transsilvània, Bessaràbia i Bucovina amb el Regne de Romania.                                                                              |
| 25 / 26 de desembre | Crăciunul                                     | dia del Nadal                                  | Tant el primer com el segon dia de Nadal són festius. El tercer dia de Nadal no és festiu.                                                                          |

## Vacances tradicionals
| Data         | Nom         | Comentaris                        |
| ------------ | ----------- | --------------------------------- |
| 24 de febrer | Dragobetele | Similar a St. El dia de Valentine |
| 1 de març    | Mărțișorul  | Festival de primavera             |